# Neocyclops sharkbayensis
Neocyclops sharkbayensis – gatunek widłonoga z rodziny Halicyclopidae. Nazwa naukowa tego gatunku skorupiaków została opublikowana w 2008 roku przez zoologa Tomislava Karanovica.